# Orcela tuponosá
Orcela tuponosá (Orcaella brevirostris), též delfín tuponosý, je kytovec žijící v řekách a pobřežních vodách. 
Orcela vzhledem připomíná známější běluhu, vzrůstově je však výrazně menší. Hmotnostně se pohybuje od 90 do 200 kg, dorůstá délky 2,1–2,8 m. Má šedou až břidlicovou barvu, břicho je světlejší, neoplývá žádnou výraznější kresbou. Hřbetní ploutev, která se nachází asi ve dvou třetinách zad delfína, má malou a zakulacenou, čelo vysoké a zaoblené, místo zobáku má jen hřebenovité pysky. Nozdra na temeni hlavy má, na rozdíl od nozder podobných savců, tvar písmene U. Na každé straně čelisti má 12–19 zubů.

## Výskyt
Orcely se vyskytují  v popbřežních vodách Jihovýchodní Asie a Bengálského zálivu a ve třech řekách - Mekong, v indonéské řece Mahakam a v řece Iravádí v Myanmaru.

## Etologie
Orcely jsou společenská zvířata. Jejich skupiny ale bývají ve srovnání s jinými delfíny malé – většinou 3-6 jedinců. Orcely se ale socializují i mimo své skupiny (bylo zaznamenáno dokonce mísení těchto skupin). Žijí v polygynních vztazích (mnohoženství). O rozmnožování orcel máme jen velmi málo informací. Březost podle záznamů trvá asi čtrnáct měsíců, některá pozorovaní nám však říkají, že březost trvá měsíců pouze devět. Samice obvykle rodí jedno mládě během dvou až tří let. Do sedmi měsíců života mláďata pijí pouze mateřské mléko, zcela odstavená však bývají až ve dvou letech.
Orcely jsou zvědavé, ale opatrné. Když se vynoří, rozhlížejí se kolem sebe. Na rozdíl od ostatních delfínů nejsou příliš aktivní a pohybují se pomalu. 

## Ohrožení a ochrana
Největším nebezpečím je pro orcely rybolov. Nebývají loveny záměrně, často ale končí v rybářských zařízeních určených k odchytu jiných zvířat. Orcely ohrožují také přibývající přehrady. V tuto chvíli se orcely řadí mezi ohrožené druhy, to znamená, že čelí vysokému riziku vyhynutí v blízké budoucnosti. Na většině místech jsou však ze zákona chráněné a často též v místě jejich výskytu působí s projekty a programy na jejich ochranu světové organizace (např.: Světový fond na ochranu přírody, Wildlife Conservation Society, ...)	